# يانغ هيون جونغ
يانغ هيون جونغ (هانغل: 양현정) هو لاعب كرة قدم كوري جنوبي، ولد في 25 يوليو 1977 في كوريا الجنوبية. شارك مع منتخب كوريا الجنوبية تحت 20 سنة لكرة القدم ومنتخب كوريا الجنوبية لكرة القدم. أما مع النوادي، فقد لعب مع جونبك هيونداي موتورز ونادي هوشي منه سيتي.

## وصلات خارجية
- يانغ هيون جونغ على موقع الاتحاد الدولي (مؤرشف)  (الإنجليزية)
- يانغ هيون جونغ على موقع دوري كوريا الجنوبية (الإنجليزية)
- يانغ هيون جونغ على موقع ناشيونال فوتبول تيمز (الإنجليزية)